# Pentacen
Pentacen (2,3,6,7-dibenzoantracen) – organiczny związek chemiczny, policykliczny węglowodór aromatyczny, zbudowany z 5 skondensowanych pierścieni benzenowych. Pentacen był pierwszą pojedynczą cząsteczką sfotografowaną za pomocą mikroskopu sił atomowych z rozdzielczością umożliwiającą wizualizację poszczególnych atomów i wiązań.
Pentacen można otrzymać w reakcji Elbsa z 1,5-dibenzoilo-2,4-dimetylobenzenu:

Synteza antracenu i pentacenu metodą Elbsa